# Frydrychowice

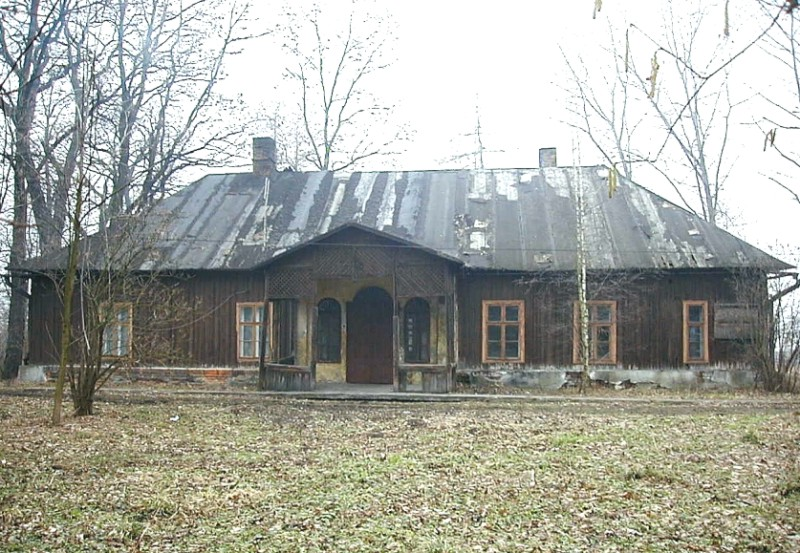
Gutshof

Frydrychowice ist eine Ortschaft mit einem Schulzenamt der Gemeinde Wieprz im Powiat Wadowicki der Woiwodschaft Kleinpolen in Polen.

## Geographie
Frydrychowice liegt am Bach Frydrychówka im Auschwitzer Becken. Die Nachbarorte sind Przybradz im Norden, Radocza und Tomice im Osten, Chocznia im Südosten, Inwałd im Südwesten, Wieprz im Westen, Gierałtowice im Nordwesten.

## Geschichte
Der Ort wurde 1325/1326 als die Pfarrei [Nicolaus plebanus ecclesiae] Wridirichowicz im Peterspfennigregister im Dekanat Zator des Bistums Krakau erstmals urkundlich erwähnt. Der Name ist patronymisch abgeleitet vom Vornamen Frydrych (deutsch Friedrich) mit dem typischen westslawischen Suffix -(ow)ice. Später wurde es auch als Wriderichowicz – 1327, villa Wriderici – 1328, Fredrichowicz – 1339, Fredrichovicz – 1348, Fredorichowicz – 1350, Fridrichow – 1364, Frudrichowicze – 1404, Friczdorf – 1419, Frydrychow – 1442, Fridrichsdorf – 1454, Fredrichowycze – 1470–80, Fridrichowicze – 1490 und Fridrichow – 1503 erwähnt.
1364 gehörte das Dorf zu Niczko Ruthenus (siehe Ruthenen).
Politisch gehörte das Dorf ursprünglich zum Herzogtum Auschwitz, dies bestand ab 1315 in der Zeit des polnischen Partikularismus. Seit 1327 bestand die Lehnsherrschaft des Königreichs Böhmen. Seit 1445 gehörte es zum Herzogtum Zator, dieses wurde im Jahr 1494 an den polnischen König verkauft.
Bei der Ersten Teilung Polens kam Frydrychowice 1772 zum neuen Königreich Galizien und Lodomerien des habsburgischen Kaiserreichs (ab 1804). Ab 1782 gehörte es dem Myslenicer Kreis (1819 mit dem Sitz in Wadowice). Nach der Aufhebung der Patrimonialherrschaften bildete es nach 1850 eine Gemeinde im Bezirk Wadowice.
1918, nach dem Ende des Ersten Weltkriegs und dem Zusammenbruch der k.u.k. Monarchie, kam Frydrychowice zu Polen. Unterbrochen wurde dies nur durch die Besetzung Polens durch die Wehrmacht im Zweiten Weltkrieg. Es gehörte dann zum Landkreis Bielitz im Regierungsbezirk Kattowitz in der Provinz Schlesien (seit 1941 Provinz Oberschlesien).
Von 1975 bis 1998 gehörte Frydrychowice zur Woiwodschaft Bielsko-Biała.